# Косицени (Јаши)
Косицени (рум. Cosițeni) насеље је у Румунији у округу Јаши у општини Поду Илоајеј. Oпштина се налази на надморској висини од 95 m.

## Становништво
Према подацима из 2002. године у насељу је живело 323 становника, од којих су сви румунске националности.